# 13327 Reitsema
13327 Reitsema eller 1998 SC24 är en asteroid i huvudbältet som upptäcktes den 17 september 1998 av LONEOS vid Anderson Mesa Station. Den är uppkallad efter astronomen Harold J. Reitsema.